# Mr. Simple
Mr. Simple – piąty album studyjny południowokoreańskiej grupy Super Junior, wydany 2 sierpnia 2011 roku przez SM Entertainment. Był promowany przez singel „Mr. Simple”. Później, 24 sierpnia, ukazała się wersja B z dodatkowym utworem „SUPERMAN”. Wersja A została wydana w 10 edycjach, z których każda zawierała jednego członka Super Junior na okładce.
Sprzedał się w liczbie ponad 382 802 egzemplarzy (stan na grudzień 2014).

## Lista utworów
| Wersja A | Wersja A                                                                        | Wersja A                    | Wersja A                                                                               | Wersja A |
| Nr       | Tytuł utworu                                                                    | Tekst                       | Muzyka                                                                                 | Długość  |
| -------- | ------------------------------------------------------------------------------- | --------------------------- | -------------------------------------------------------------------------------------- | -------- |
| 1.       | „Mr. Simple”                                                                    | Yoo Young-jin               | Yoo Young-jin                                                                          | 3:59     |
| 2.       | „Opera” (kor. 오페라)                                                           | Kenzie                      | Thomas Troelsen, Engelina Larsen                                                       | 3:01     |
| 3.       | „Lalalala (Be My Girl)” (kor. 라라라라 (Be My Girl))                            | Kim Bu-min                  | Lanz, Henri Jouni Kristian, William Rappaport, Aku Rannila, Julimar Santos (aka J-son) | 3:09     |
| 4.       | „Walkin'”                                                                       | Misfit                      | Denzil "iDR" Remedios, Kibwe "12Keyz" Luke, Sharif Slater, Ryan Jhun                   | 3:46     |
| 5.       | „Pokpung (Storm)” (kor. 폭풍 (Pokpung))                                         | Kim Jung-bae                | Kenzie                                                                                 | 4:16     |
| 6.       | „Eoneusae Urin (Good Friends)” (kor. 어느새 우린 (Good Friends))                | Yoon Jong-shin              | Yoon Jong-shin                                                                         | 3:57     |
| 7.       | „Gyeoltu (Feels Good)” (kor. 결투 (Feels Good))                                 | Denniz                      | Jamm, Qwan                                                                             | 3:19     |
| 8.       | „Gieogeul Ttara (Memories)” (kor. 기억을 따라 (Memories))                       | Park Jun-soo, Lee Yoon-jong | Park Jun-soo                                                                           | 4:11     |
| 9.       | „Haebaragi (Sunflower)” (kor. 해바라기 (Sunflower))                             | Hong Ji-yoo                 | Brandon Fraley                                                                         | 3:52     |
| 10.      | „Eongttunghan Sangsang (White Christmas)” (kor. 엉뚱한 상상 (White Christmas))  | Jinu (Hitchhiker)           | Jinu (Hitchhiker)                                                                      | 3:36     |
| 11.      | „Y”                                                                             | Donghae, Chance             | Donghae, Chance, Super D                                                               | 3:27     |
| 12.      | „My Love, My Kiss, My Heart”                                                    | Kim Tae-sung                | Denzil "iDR" Remedios, Kibwe "12Keyz" Luke, Sharif Slater, Ryan Jhun                   | 3:40     |
| 13.      | „Perfection” (kor. 태완미 / 太完美 (Perfection)) (Super Junior-M) (Bonus Track) | Lee Won-geun                | Mikkel Remee Sigvardt, Thomas Troelsen                                                 | 3:24     |

| Wersja B | Wersja B                                                                       | Wersja B                    | Wersja B                                                                               | Wersja B |
| Nr       | Tytuł utworu                                                                   | Tekst                       | Muzyka                                                                                 | Długość  |
| -------- | ------------------------------------------------------------------------------ | --------------------------- | -------------------------------------------------------------------------------------- | -------- |
| 1.       | „Superman”                                                                     | Yoo Young-jin               | Yoo Young-jin                                                                          | 3:21     |
| 2.       | „Mr. Simple”                                                                   | Yoo Young-jin               | Yoo Young-jin                                                                          | 3:59     |
| 3.       | „Opera” (kor. 오페라)                                                          | Kenzie                      | Thomas Troelsen, Engelina Larsen                                                       | 3:01     |
| 4.       | „Lalalala (Be My Girl)” (kor. 라라라라 (Be My Girl))                           | Kim Bu-min                  | Lanz, Henri Jouni Kristian, William Rappaport, Aku Rannila, Julimar Santos (aka J-son) | 3:09     |
| 5.       | „Walkin'”                                                                      | Misfit                      | Denzil "iDR" Remedios, Kibwe "12Keyz" Luke, Sharif Slater, Ryan Jhun                   | 3:46     |
| 6.       | „Pokpung (Storm)” (kor. 폭풍 (Pokpung))                                        | Kim Jung-bae                | Kenzie                                                                                 | 4:16     |
| 7.       | „Eoneusae Urin (Good Friends)” (kor. 어느새 우린 (Good Friends))               | Yoon Jong-shin              | Yoon Jong-shin                                                                         | 3:57     |
| 8.       | „Gyeoltu (Feels Good)” (kor. 결투 (Feels Good))                                | Denniz                      | Jamm, Qwan                                                                             | 3:19     |
| 9.       | „Gieogeul Ttara (Memories)” (kor. 기억을 따라 (Memories))                      | Park Jun-soo, Lee Yoon-jong | Park Jun-soo                                                                           | 4:11     |
| 10.      | „Haebaragi (Sunflower)” (kor. 해바라기 (Sunflower))                            | Hong Ji-yoo                 | Brandon Fraley                                                                         | 3:52     |
| 11.      | „Eongttunghan Sangsang (White Christmas)” (kor. 엉뚱한 상상 (White Christmas)) | Jinu (Hitchhiker)           | Jinu (Hitchhiker)                                                                      | 3:36     |
| 12.      | „Y”                                                                            | Donghae, Chance             | Donghae, Chance, Super D                                                               | 3:27     |
| 13.      | „My Love, My Kiss, My Heart”                                                   | Kim Tae-sung                | Denzil "iDR" Remedios, Kibwe "12Keyz" Luke, Sharif Slater, Ryan Jhun                   | 3:40     |

## A-Cha
19 września 2011 roku album został wydany ponownie pod nowym tytułem A-Cha i zawierał dodatkowo cztery nowe utwory, w tym główny singel „A-Cha”. Sprzedał się w liczbie ponad 177 613 egzemplarzy (stan na grudzień 2014).

### Lista utworów
| CD  | CD                                                                             | CD                                                   | CD                                                                                     | CD      |
| Nr  | Tytuł utworu                                                                   | Tekst                                                | Muzyka                                                                                 | Długość |
| --- | ------------------------------------------------------------------------------ | ---------------------------------------------------- | -------------------------------------------------------------------------------------- | ------- |
| 1.  | „Superman”                                                                     | Yoo Young-jin                                        | Yoo Young-jin                                                                          | 3:21    |
| 2.  | „A-Cha”                                                                        | Kim Bu-min                                           | Hitchhiker                                                                             | 3:18    |
| 3.  | „Mr. Simple”                                                                   | Yoo Young-jin                                        | Yoo Young-jin                                                                          | 3:59    |
| 4.  | „Oops!” (feat. f(x))                                                           | Leeteuk, Heechul, Shindong, Eunhyuk, Donghae, Misfit | Kalle Engstrom, William J Fuller                                                       | 3:44    |
| 5.  | „Harue (A Day)” (kor. 하루에 (A Day))                                          | Kim Jung-bae                                         | Kenzie                                                                                 | 3:27    |
| 6.  | „Andante” (kor. 안단테 (Andante))                                              | Misfit                                               | Leeteuk, Henry, Kim Kyu-won                                                            | 3:06    |
| 7.  | „Opera” (kor. 오페라)                                                          | Kenzie                                               | Thomas Troelsen, Engelina Larsen                                                       | 3:01    |
| 8.  | „Lalalala (Be My Girl)” (kor. 라라라라 (Be My Girl))                           | Kim Bu-min                                           | Lanz, Henri Jouni Kristian, William Rappaport, Aku Rannila, Julimar Santos (aka J-son) | 3:09    |
| 9.  | „Walkin'”                                                                      | Misfit                                               | Denzil "iDR" Remedios, Kibwe "12Keyz" Luke, Sharif Slater, Ryan Jhun                   | 3:46    |
| 10. | „Pokpung (Storm)” (kor. 폭풍 (Pokpung))                                        | Kim Jung-bae                                         | Kenzie                                                                                 | 4:16    |
| 11. | „Eoneusae Urin (Good Friends)” (kor. 어느새 우린 (Good Friends))               | Yoon Jong-shin                                       | Yoon Jong-shin                                                                         | 3:57    |
| 12. | „Gyeoltu (Feels Good)” (kor. 결투 (Feels Good))                                | Denniz                                               | Jamm, Qwan                                                                             | 3:19    |
| 13. | „Gieogeul Ttara (Memories)” (kor. 기억을 따라 (Memories))                      | Park Jun-soo, Lee Yoon-jong                          | Park Jun-soo                                                                           | 4:11    |
| 14. | „Haebaragi (Sunflower)” (kor. 해바라기 (Sunflower))                            | Hong Ji-yoo                                          | Brandon Fraley                                                                         | 3:52    |
| 15. | „Eongttunghan Sangsang (White Christmas)” (kor. 엉뚱한 상상 (White Christmas)) | Jinu (Hitchhiker)                                    | Jinu (Hitchhiker)                                                                      | 3:36    |
| 16. | „Y”                                                                            | Donghae, Chance                                      | Donghae, Chance, Super D                                                               | 3:27    |
| 17. | „My Love, My Kiss, My Heart”                                                   | Kim Tae-sung                                         | Denzil "iDR" Remedios, Kibwe "12Keyz" Luke, Sharif Slater, Ryan Jhun                   | 3:40    |

## Notowania

### Mr. Simple
| Lista                     | Pozycja |
| ------------------------- | ------- |
| Gaon Weekly Album Chart   | 1       |
| Gaon Monthly Album Chart  | 1       |
| Gaon Yearly Album Chart   | 2       |
| Five Music (Tajwan)       | 1       |
| Oricon Weekly Album Chart | 17      |
| Billboard World Albums    | 3       |

### A-Cha
| Lista                    | Pozycja |
| ------------------------ | ------- |
| Gaon Weekly Album Chart  | 1       |
| Gaon Monthly Album Chart | 3       |
| Gaon Yearly Album Chart  | 7       |
| Five Music (Tajwan)      | 1       |